# 龍門陣 (香港電視節目)
《龍門陣》（英語：News Tease）（1993年10月17日—1994年12月25日）是香港亞洲電視本港台的時事清談節目。

## 提要
《龍門陣》於1993年10月17日首播，初期為逢星期日早上播出，後改為逢星期四晚十點半播出；鄭經翰、黃毓民與陳耀南擔任嘉賓主持，亞視新聞記者徐佩瑩擔任主持，亞洲電視前高級副總裁（新聞及公共事務）梁家榮擔任監製，每集邀請不同嘉賓包括立法局議員、港英政府高官及富商等人士。節目中，因三位主持的詞鋒銳利，而創下收視點兩位數（13點）的高收視記錄。
1998年9月28日，本港台播出亞視40週年台慶特備節目《亞視40年》，收錄亞視新聞記者呂婉瑩主持的《龍門陣》最後一集。
《龍門陣》為鄭經翰及黃毓民帶來「名嘴」稱號。《龍門陣》停播後，鄭經翰及黃毓民曾分別在商業電台主持早上節目《風波裡的茶杯》及晚間節目《毓民七鐘敘》、《政事有心人》、《不談風月》等同類風格論政節目。
《龍門陣》於2014年5月12日至5月16日期間在歲月留聲重播。